# 카레이서
자동차 경주 선수, 또는 카레이서(car racer)는 자동차 경주를 직업으로 하는 사람을 말한다.
최고 수준의 레이싱 드라이버는 일반적으로 팀이나 스폰서로부터 급여를 받으며 매우 상당한 급여를 받을 수 있다.
일반적으로 가정하는 것과는 달리, 그룹으로서 레이싱 드라이버는 비정상적으로 더 나은 반사 신경이나 주변 반응 시간을 가지고 있지 않는다. 전문 레이싱 드라이버에 대한 반복적인 생리적(및 심리적) 평가에서 눈에 띄는 두 가지 특징은 레이서의 주변 환경을 제어하려는 거의 강박적인 요구(심리적 측면)와 빠르게 움직이는 정보를 처리하는 비정상적인 능력(생리적)이다. 연구자들은 레이서의 심리적 프로필과 전투기 조종사의 심리적 프로필 사이에 강한 상관관계가 있음을 지적했다. 레이서와 일반 대중을 비교하는 테스트에서 정보 처리 매트릭스가 복잡할수록 레이서와 대중 사이의 속도 격차는 커진다.
부분적으로는 현대 경주용 자동차의 성능으로 인해 경주 운전자에게는 높은 수준의 체력, 집중력, 본질적으로 어려운 환경에서 장기간 높은 수준으로 집중할 수 있는 능력이 필요하다. 레이싱 드라이버들은 주로 요추, 어깨, 목 부위의 통증을 호소한다.
포뮬러 자동차와 스포츠 프로토타입은 더 많은 다운포스를 생성하고 훨씬 더 빠른 속도로 코너링할 수 있기 때문에 레이싱 드라이버는 매우 큰 g-포스를 경험한다. 포뮬러 1 운전자는 일상적으로 4.5g을 초과하는 g 부하를 경험한다.

## 같이 보기
- 경주로
- 경주 게임